# 倫納特·蒂
倫納特·蒂（德語：Lennart Thy，1992年2月25日—）是一位德國足球運動員，現在效力於荷甲球隊鹿特丹斯巴達。他在球場上司職前鋒。

## 職業生涯
蒂出身於北莱茵-威斯特法伦州的弗雷兴。2007年，他加入德甲球隊雲達不萊梅的青年隊。2010年3月3日，他在一場由云达不来梅二队主場對陣霍爾斯坦基爾的德丙聯賽中上演職業首秀。他首次代表一線隊出場是在10月24日，一場由雲達不萊梅對陣托特納姆熱刺的歐洲冠軍聯賽中。2011–12賽季，他在聯賽中得到一些上場的機會，但是表現並不突出。即使代表二隊於德丙聯賽出場，他也鮮有進球。賽季接近尾聲時，蒂拒絕了雲達不萊梅對他提出的續約，因為新合約的前提是要將他租借至漢諾威96。2012年5月3日，雲達不萊梅宣布蒂將在賽季後離隊。
隨後，蒂加盟了德乙球隊聖保利，並成為絕對主力球員。2015年11月9日，他在對陣杜塞尔多夫的德乙聯賽中上演大四喜，亦即在一場比賽中打入四顆進球。
2016年1月，蒂宣布將於6月底，他與聖保利的合約到期後，自由轉會回歸雲達不萊梅。同年9月24日，他在雲達不萊梅主場對陣沃爾夫斯堡的比賽中，打進他職業生涯的第一顆德甲進球。
2017年1月，雲達不來梅將他租借回到聖保利。
2017年7月，雲達不來梅將他外借到荷甲球會VVV-芬洛一季。
2018年7月，他離開雲達不來梅，轉會到土超球會艾斯魯森
2018年9月，他在國際足協最佳足球獎頒獎典禮獲得国际足联公平竞赛奖。

## 國家隊生涯
蒂曾代表德國17歲以下國家隊參加了2009年歐洲U-17足球錦標賽，並在這屆賽事中打入三顆進球，與卢克·卡斯泰尼奥並列賽事最佳射手。隨後，他參加了2009年U-17世界盃，同樣也打入三顆進球，是德國隊中進球最多的球員。

## 榮譽
雲達不萊梅U19
- 19歲以下德甲聯賽北部/東北部冠軍：2008–09

德國
- 歐洲U-17足球錦標賽冠軍：2009

個人
- 歐洲U-17足球錦標賽最佳射手：2009
- 17歲以下德甲聯賽（德语：U-17-Bundesliga）最佳射手：2008–09